# Parexocoetus brachypterus
Parexocoetus brachypterus, cá chuồn vây ngắn , là một loài cá chuồn. Giống như nhiều loài khác trong họ, P. brachypterus có khả năng bay ra khỏi mặt nước và bay lượn một đoạn ngắn. Phạm vi phân bố của loài cá này bao gồm Đại Tây Dương, Ấn Độ và Thái Bình Dương. Đây là loài ăn tầng gần mặt nước và có thể được tìm thấy ở vùng biển ven biển nhưng hiếm khi gặp ở các đại dương mở. Chúng sinh ra từ tháng 9 đến tháng 4 ở vùng biển gần Barbados và Puerto Rico. Bề ngoài, loài cá này một thân hìn chắc nịch, mõm ngắn, vây ngực ngắn và có một vây lưng dài.
Loài cá này không phải là một loài cá thực phẩm quan trọng  và chỉ được coi ngành đánh bắt hải sản xem là sản phẩm đánh bắt phụ. Tuy nhiên, giống như các loài cá chuồn khác, chúng có thể được chế biến thành cá muối bằng cách muối chúng và phơi khô dưới nắng.